# カワサキ・Z900RS
Z900RS（ゼットきゅうひゃくアールエス）は、カワサキモータースのオートバイ、Z900をクラシック調の見た目で仕上げた派生モデルである。

## 概要
Z900RSは2017年に開催された東京モータショーで発表され同年12月に日本国内で発売された。Z900をベースに、往年のカワサキの名車であるZ1のスタイルを模した、いわゆるネオクラシックモデル、オマージュであり、車名のRSとは「レトロスポーツ」を表している。そして開発のキーワードとして「スタンダードスポーツ」と設定し、車格の中でも標準あるいは基準といった概念としての開発が進んだ。
大排気量のネオクラシックという点では、Z900RSそのものの人気もすさまじいもので、発売された2017年から７年連続して、400cc超のバイク新車販売台数１位を記録している。この影響もあって、カフェレーサーとも併せて、カスタイマイズモデルも多数発表されている。

## Z900RS

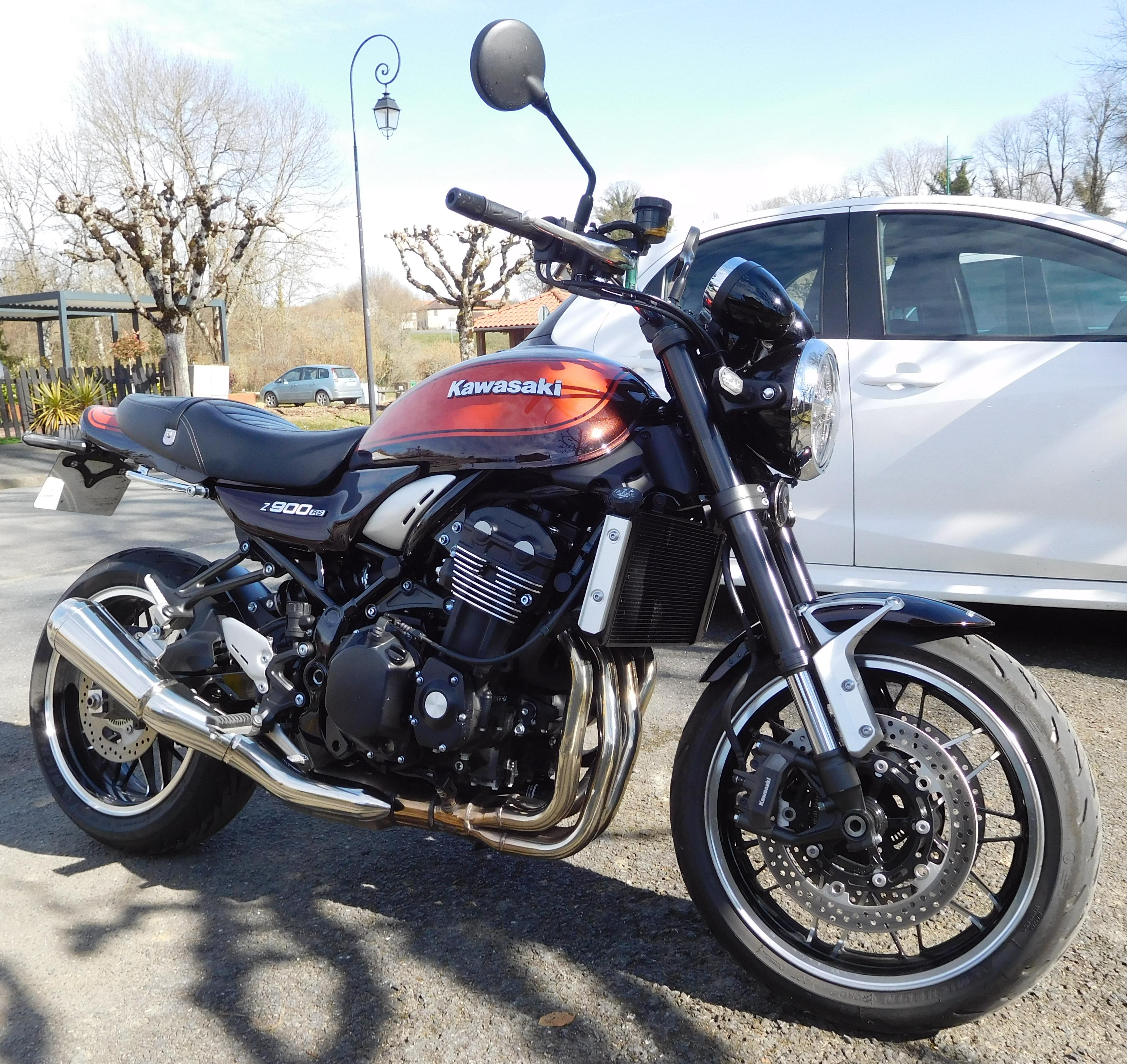
Z900RS

丸目ヘッドライトやダブルシート、ティアドロップタンク、水冷ながら空冷エンジンを連想するダミーフィンを装備するなど、Z1をオマージュした一方、マフラーは集合タイプであり、サイドカバー付近のデザイン処理など、かつてのZEPHYRシリーズの面影をも感じさせるデザインとなっている。フロントサスペンションは倒立フロントフォークで多彩なセッティングが可能なフルアジャスタブルタイプであり、ラジアルマウント式ブレーキキャリパーなどを採用している。また、Z900をベースに開発されており、エンジンやフレームの基本的な部分こそ共有してはいるものの、フレーム全体としてはZ900のそれをベースとした専用品であり、エンジンも専用のチューニングとなっていることから両者は全く別のキャラクター像を持つといえる。なお、ホイールベースは、Z900と比べて20mm長い。
排気音は日本における騒音規制に対応しながら、低音の効いたものにチューニングされている。高速域に入ればその音が後方に流れてしまい、乗り手に聞こえるのは主に吸気音になる。エンジンはEuro 4などの環境規制に対応し、耳障りなメカノイズを抑え、全域において太いトルクが発生するようになっている。
2022年11月以降に適用される「令和2年度排出ガス規制」に対応するために、排気系を主に改良したことに加えて、認定型式番号も"2BL"から"8BL"へと変更した。環境性能と走行性能の両方を向上させることを図って、エキゾーストパイプ連結部と三元触媒の設計が変更された。ひねるように集合させたことでコンパクトにまとめながら、スパイラル効果による性能向上も狙っている。ECUセッティングやセンサ類も調整されたことで、出力は高速域でもなめらかかつ僅かに増加したほか、トップエンドの抜け方もゆるやかになるように変わった。車体色に変更はないため、外観上で見分ける方法はフレーム番号を確認する以外に、マフラー前半部分の形状を確認するとよい。
純正タイヤにはNinja400と同じくダンロップのGPR-300が採用され、街乗りから日本の高速道路におけるクルージング速度に適したものとした。またGPR-300自体の剛性が低く柔らかいので、温度上昇が早いくグリップ力が高い。
レトロ風のデザインながら最新機能がおごられ、トラクションコントロールシステムなどの電子制御システムを採用した。

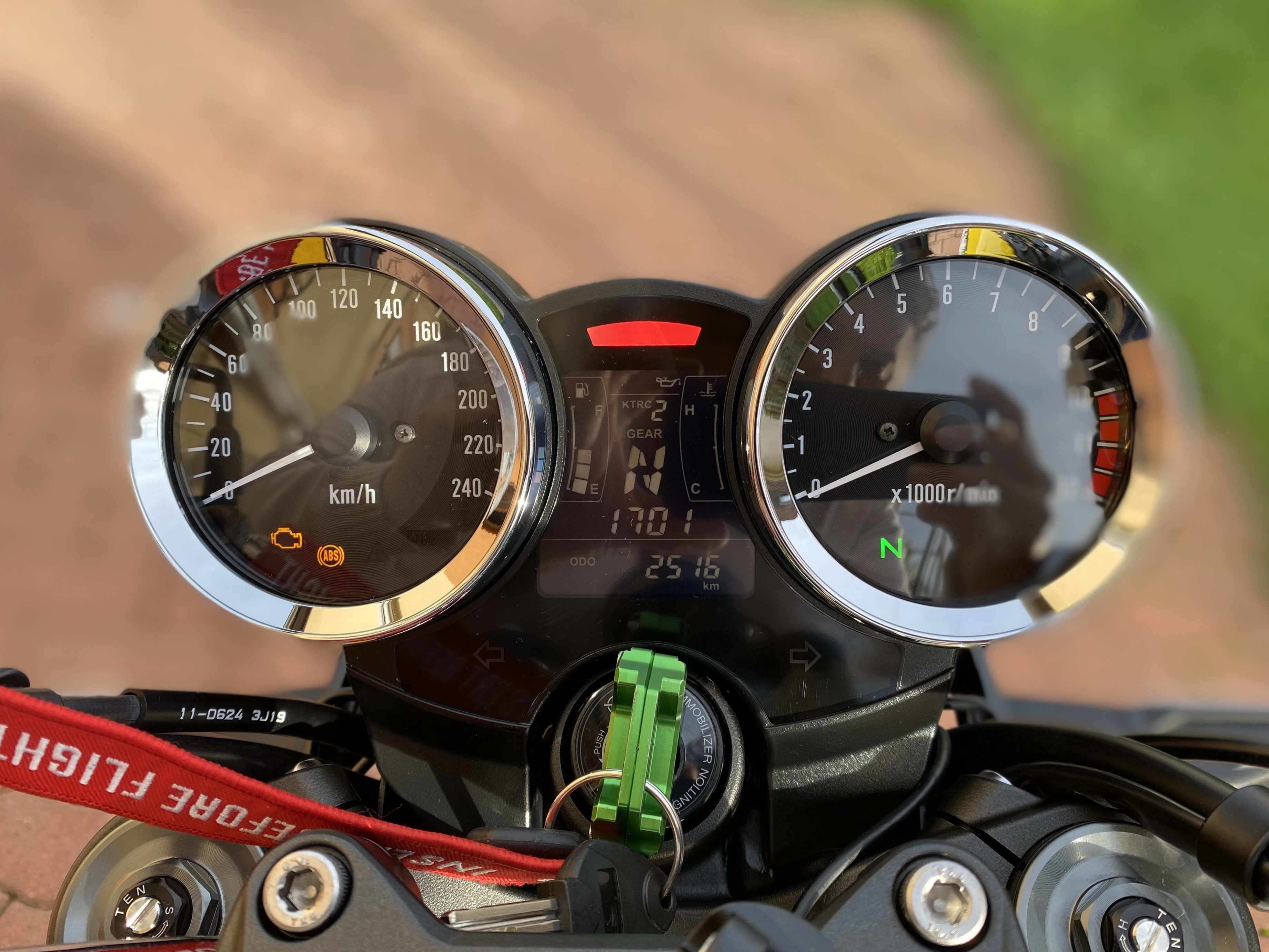
メーターユニット

メーターユニットは砲弾式であるが、ユニット中央にはギアポジションや各インジケーターが表示できる液晶パネルが設けられている。さらにメーターのフォントや針の静止位置をZ1と同じ印象に仕上げた。日本国内向けの標準シートは、運転者の着座位置が大きく削られたローシート仕様。海外向けは削られていないハイシート仕様が軸となっている。国内向けは日本人の二輪需要層の平均的な体格を考慮したものと考えられるが、ローシートはウレタン製でフラットな面が少ないので、尻が痛くなることが懸念される。このためか、国内向けはハイシートは純正アクセサリーパーツとして用意されている。シート下にはETC2.0車載器キットを標準装備した。
ちなみにカスタムパーツメーカーのドレミコレクションからは、このZ900RSをGPZ900Rそっくりに改造できる「Z900 GPZ900R Ninja Style」が発表されており、容量14Lのスチールインナータンクから先行予約を受け付けている。予定しているパーツの中で、FRP製アッパーカウル、スクリーンクリア、LEDウィンカー、LEDテールランプ、ミラーについては、オリジナルの補修部品としても使用可能となっている。

### 特別仕様車

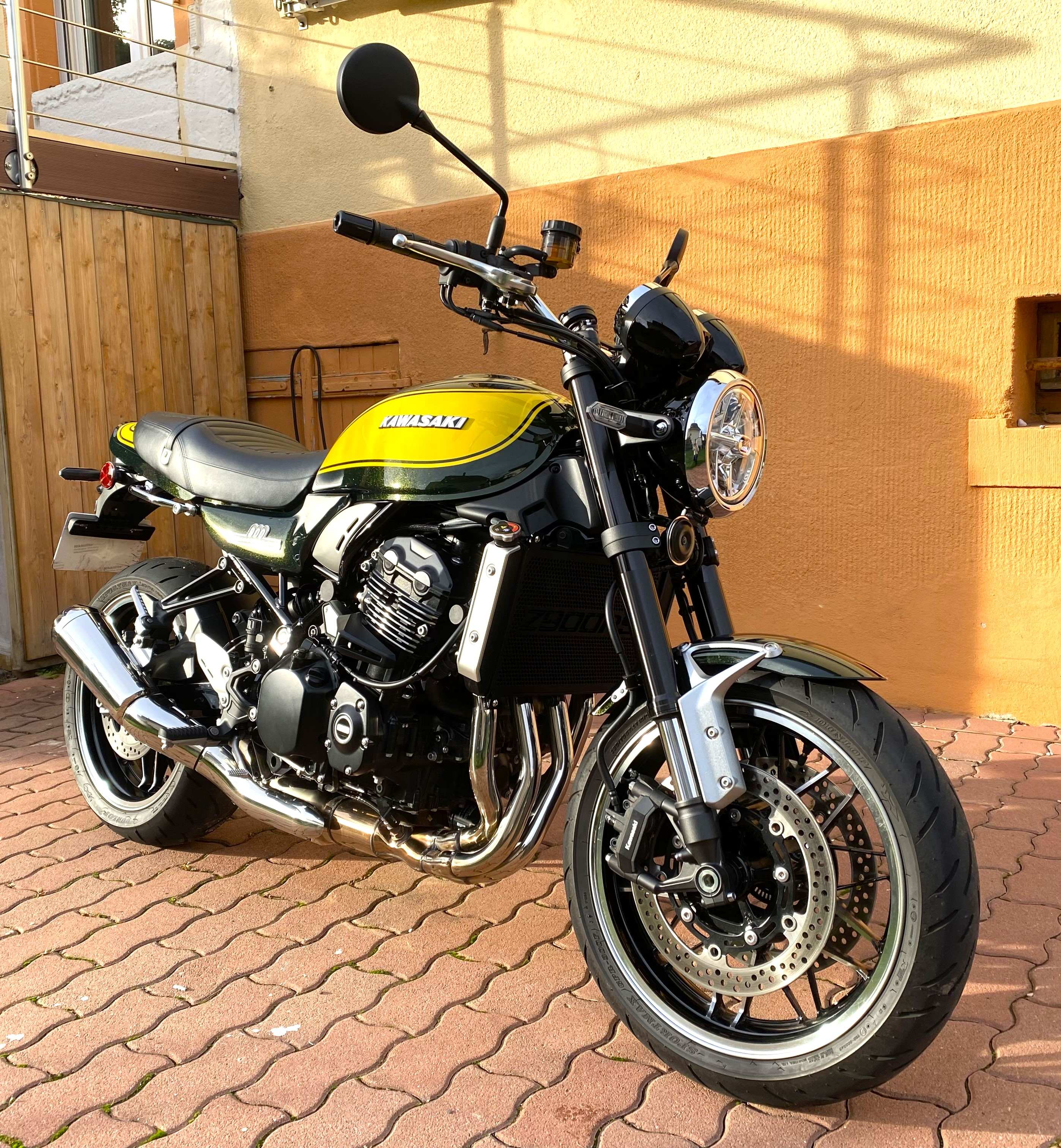
Z900RS YELLOW BALL EDITION

2022年2月1日には「Z900RS 50th Anniversary」が発売された。Z1を象徴するファイヤーボールカラーを、キャンディカラーを独自の技法で重ね塗りする塗装工程によって再現した。さらに燃料タンク上部にはZ50周年ロゴが入れられ、サイドカバーや左右エンジンカバーにはZ1を想わせる専用エンブレム、そして上質感なシボ入りの表皮を用いた専用シートを装着。スタンダードモデルにはないグラブバーも標準装備されている。
2024年には「Z900RS YELLOW BALL EDITION」が発売された。こちらもかつてのZ1にあったカラーリングを意識したもので、欧州仕様の初期に設定されていた色味に近い。カラー名は「キャンディグリーン」となっている。ロゴは大文字のものに変更され、50周年記念モデルと同様の専用エンブレムが装着される。

### カラーバリエーション
特筆がない限り、日本仕様について書いている。欧州仕様に設定されているものは(EU)と明記する。
2018年モデル
- キャンディトーンブラウン×キャンディトーンオレンジ (-2019)
- メタリックスパークブラック (-2019)

2019年モデル
- メタリックマットコバートカーキ×フラットエボニー (EU)

2020年モデル
- キャンディトーングリーン (-2021)
- メタリックディアブロブラック
- メタリックグラファイトグレー (EU)

2021年モデル
- エボニー
- メタリックスパークブラック (EU) (-2022)

2022年モデル
- キャンディトーンブルー
- メタリックディアブロブラック
- キャンディダイヤモンドブラウン ※50th Anniversary
- メタリックダークグリーン (EU)
- キャンディトーンブルー (EU)
- メタリックディアブロブラック (EU)

2024年モデル
- メタリックディアブロブラック（ブルー/ブラック）
- メタリックディアブロブラック（ブラック ピンストライプ）

2025年モデル
- キャンディトーンレッド
- メタリックディアブロブラック×キャンディライムグリーン

## Z900RS SE

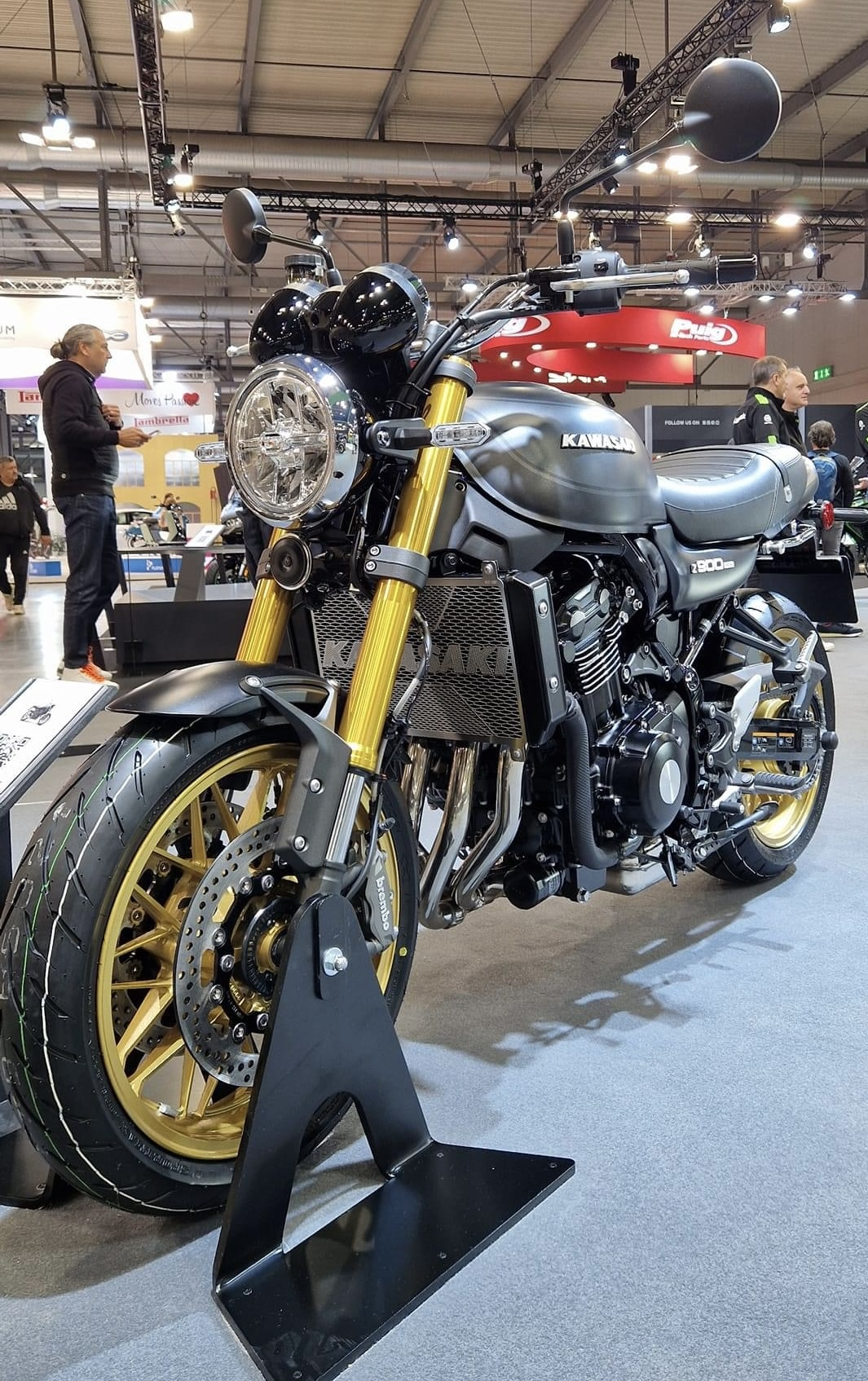
Z900RS SE

Z900RSの上級仕様車で、弱点の解消を目指したモデル。Z900RSの評価はデビュー当初は、当時としてはビッグバイクとしての味を引き出していたことが好評であったが、次第に評価が下がっていく傾向だった。この原因はアフターパーツメーカーによる多種多様なカスタム車が多く登場し、ノーマルでのマイナス要素が明確になってしまったことにある。フリーランスの評論家、中村友彦がモーターファンで述べたマイナス要素は、リアショックの硬さ、フロントブレーキのコントロール性の悪さ、全閉からスロットルを開けた際の反応の唐突さを挙げていた。SEではこれらを程よく解消しているようで、オーリンズ製リアショックとブレンボのフロントブレーキキャリパーを装備したことで、操作性は大きく改善した。前後ショックを調整した際、乗り味の変化がわかりやすくなっている。スロットルの唐突さも、この改良によってアクセルが明けやすく感じるとのことだった。
2024年12月には、カワサキドイツの設立50周年を記念した特別モデルとして、「Z900RS SE 50-Jahre-Jubiläumsmodell」が発表された。150台限定で、全ての個体の左右サイドカバー、ハンドルクラウン、燃料タンク上面に固有のシリアルナンバーが入るなど、記念品として豪華な仕様になっている。

### カラーバリエーション
Z900RS SEはカラーリングの変化が少なく、2022年モデルは「イエローボール」をまとう。フロントフォーク、アウターチューブ、前後ホイールはゴールドで塗装されるのが特徴である。
2022年モデル
- メタリックディアブロブラック

2025年モデル
- メタリックフラットスパークブラック×メタリックマットカーボングレー

## Z900RS CAFE

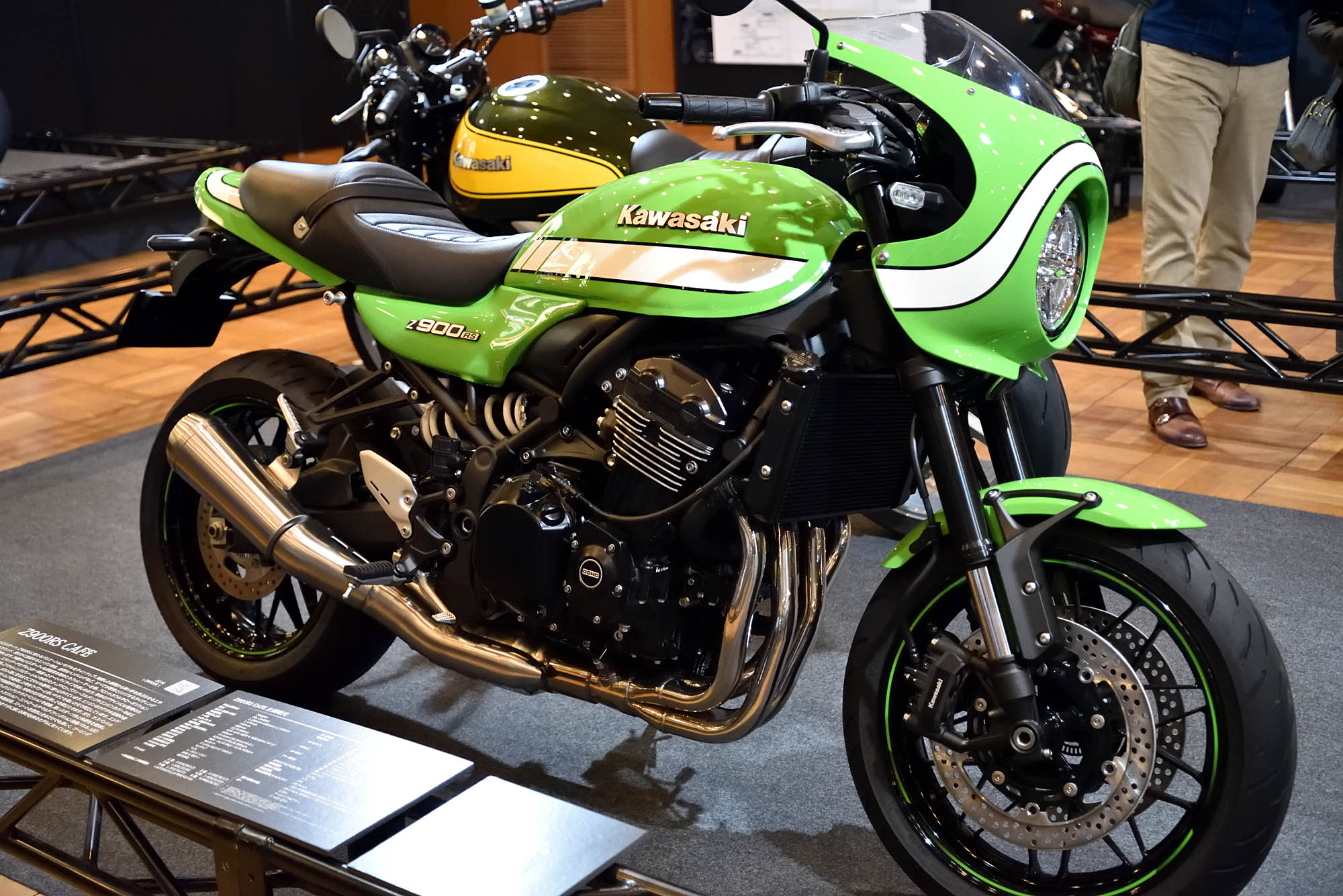
Z900RS CAFE

Z900RS CAFEはZ900RSにビキニカウルを装備したカフェレーサー風モデル。装備はZ900RSに準ずるがZ900RS CAFEはZ900RSよりステアリング位置がやや低められている。また、ハンドル位置もスタンダードのRSよりは低い位置にマウントされており、色もブラック塗装されている。
シートは、CAFE専用のものとなっており、スタンダードモデルよりシート高が20mm高められ、段附のカフェレーサースタイルとなっている。スタンダードモデルよりも前傾した姿勢によって高速域ではもちろん、旋回時の荷重のかけやすさも特徴的である。このほか、"DOHC"の刻印が入ったエンジンカバーなどでZ900RSと異なる雰囲気で仕上げた。
カラーリングはCAFE専用に異なるものが用意されており、車両重量が2kg増加している以外に主要諸元等には変更はない。
| 燃費         | - 28.5km/L（国交省届値：60km/h・定地燃費値、2名乗車時） - 18.8km/L（WWTCモード値 クラス3ー2、1名乗車時） |
| ヘッドライト | 直径107mm LED                                                                                            |
| 本体価格     | - メーカー希望小売価格 1,518,000円 - (本体価格1,380,000円、消費税138,000円)                              |
| 備考         | |

### カラーバリエーション
2018年モデル
- ヴィンテージライムグリーン (-2020)
- パールストームグレー

2019年モデル
- ストームクラウドブルー
- メタリックグラファイトグレー

2020年モデル
- ファントムブルー

2021年モデル
- エボニー
- パールストームグレー (US) ※2018年モデルからの復活

2022年モデル
- メタリックディアブロブラック(-2024)

2025年モデル
- エボニー×キャンディライムグリーン

## 受賞
日本二輪車文化協会は2018年12月19日、第1回「日本バイクオブザイヤー2018」に「Z900RS」を選んだと発表した。昔ながらのスタイルと最新技術を兼ね備えた性能などが一般投票や選考委員から高い評価を得た。